# Patrimoine industriel du Québec
 (janvier 2022).
Si vous disposez d'ouvrages ou d'articles de référence ou si vous connaissez des sites web de qualité traitant du thème abordé ici, merci de compléter l'article en donnant les références utiles à sa vérifiabilité et en les liant à la section « Notes et références ».
Le patrimoine industriel du Québec est l'ensemble des biens qui font partie de l'histoire des industries, des entreprises et du monde du travail du Québec et de ses régions.
Rattaché à l'archéologie industrielle, il permet de découvrir l'histoire des entreprises, de la condition ouvrière et des événements qui ont marqué l'industrialisation du territoire québécois au cours du XIXe siècle et XXe siècle.
Selon l'Association québécoise pour le patrimoine industriel, "le patrimoine industriel regroupe « (...) un ensemble de biens matériels et immatériels qui font partie de l'histoire des industries, des entreprises et du monde du travail ». Le patrimoine industriel est constitué des éléments suivants : les bâtiments, les objets, les archives, les savoirs, l'histoire d'entreprise et l'histoire ouvrière. L'histoire ouvrière par exemple, nous parle de ces gens à travers leurs conditions de travail et leurs luttes syndicales et politiques. L'histoire des travailleurs nous renseigne non seulement sur l'ensemble des changements ayant contribué à l'édification de notre société moderne, mais également sur la capacité d'adaptation et de réaction de l'homme face à la machine et aux lois du marché."

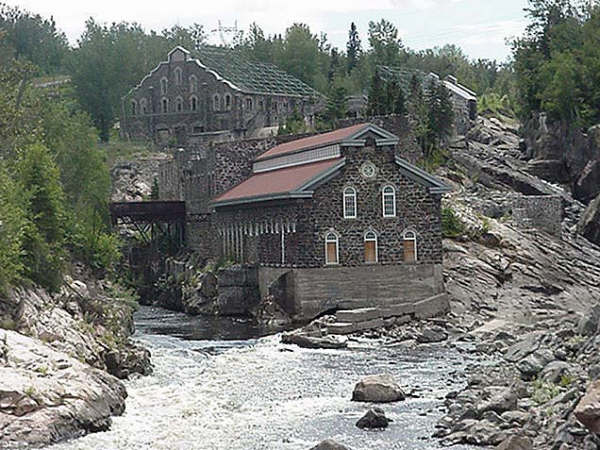
La pulperie de Chicoutimi, un site du patrimoine industriel québécois

## L'industrialisation et le Québec

### Chronologie
- 1668 - Première brasserie canadienne (Québec)
- 1736 - Première fonderie de minerai de fer en Amérique du Nord (Les Forges)
- 1806 - Première usine de pâtes et papiers au Canada (Saint-André-d'Argenteuil)
- 1830 - Première usine de ciment au Canada (Hull)
- 1842 - Première manufacture de peinture au Canada (Montréal)
- 1845 - Première manufacture de coton au Canada (Sherbrooke)
- 1864 - Première usine de pâte de bois chimique en Amérique du Nord (Windsor (Québec))
- 1874 - Première mine d'amiante en Amérique du Nord (Thetford Mines)
- 1893 - Première usine électrochimique au Canada (Masson-Angers)
- 1901 - Première aluminerie au Canada (Shawinigan)
- 1926 - Plus grande aluminerie au monde (Arvida)
- 1926 - Première usine de rayonne à l'acétate au Canada (Drummondville)
- 1931 - Première production de cellulose au Canada (Shawinigan)
- 1957 - Première usine de pigments de dioxide de titane au Canada (Varennes)

## Protection du patrimoine

### Organismes de protection
- L’Association québécoise pour le patrimoine industriel

## Sites du patrimoine industriel québécois

### 01 -Bas-Saint-Laurent
- Usine de pâtes Mohawk, Saint-Antonin

### 02 -Saguenay–Lac-Saint-Jean
- Site du patrimoine de la Papeterie-de-Port-Alfred, La Baie (Saguenay)
- Moulin de La Doré, La Doré
- Village historique de Val-Jalbert, Chambord
- Pulperie de Chicoutimi, Chicoutimi (Saguenay)

### 03 -Capitale-Nationale
- Centrale hydroélectrique Saint-Alban 2, Saint-Alban
- Parc de la Chute-Montmorency, Québec
- Brasserie Boswell, Québec

### 04 -Mauricie
- Centrale hydroélectrique Saint-Narcisse, Saint-Narcisse
- Forges Grondin, Saint-Boniface
- Boréalis, centre d'histoire de l'industrie papetière, Trois-Rivières

### 06 -Montréal
- Fonderie Garth, Montréal

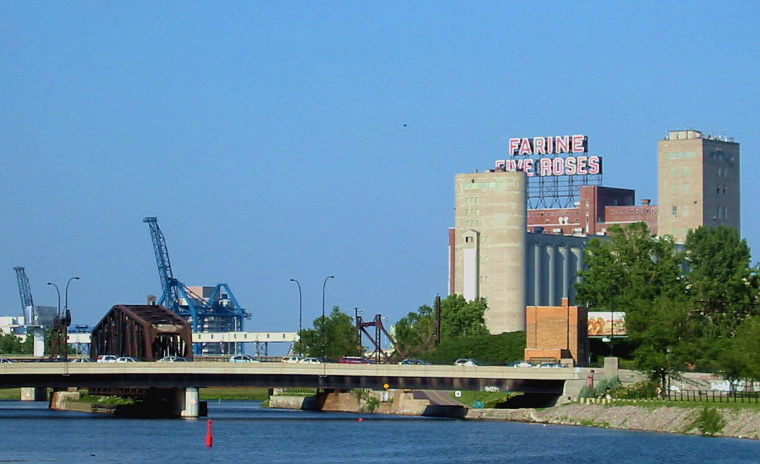
Silos à grains industriels aux abords du canal Lachine

- Immeubles de l'Independant Silk Limited, Montréal
- Magasins-entrepôts Jacob-Henry-Joseph, Montréal
- Silos à grains de Montréal, Montréal
- Usine C, Montréal
- Entrepôt frigorifique de Montréal, Montréal
- Brasserie Molson

### 07 -Outaouais
- Château d'eau de Gatineau, Gatineau
- Édifices E.-B.-Eddy, Gatineau

### 08 -Abitibi-Témiscamingue
- Poste de relais pour le flottage du bois d'Opémican, Témiscaming
- Cité de l'Or, Val-d'Or

### 09 -Côte-Nord
- Arboriduc de Forestville, Forestville

### 16 -Montérégie
- Centrale des Cèdres, Les Cèdres

### 17 -Centre-du-Québec
- Centrale hydroélectrique de Drummondville, Drummondville
- Centrale hydroélectrique Hemming, Drummondville
- Manufacture Dominion-Silk-Dyeing-and-Printing, Drummondville

## Ouvrages et articles à consulter
Groupe-conseil sous la présidence de Roland Arpin (2000). Notre patrimoine, un présent du passé. Proposition présentée à madame Agnès Maltais, Ministre de la Culture et des Communications du Québec.
Anja Borck (2013) From Disposable Architecture to Industrial Monument – The Concept of Contemporary Industrial Heritage in Quebec and in Germany. PhD thesis, Concordia University.
Claude Gauvreau (2021). Protéger le patrimoine industriel. Actualités UQÀM (article en ligne, consulté le 10 janvier 2022)
Gisèle Piédalue (2009). Le patrimoine archéologique industriel du Québec. Étude produite pour le Ministère de la Culture, des Communications et de la Condition féminine.
Louise Trottier (1983). Notre patrimoine industriel. Continuité, Numéro 19.
Louise Trottier (1985), Le patrimoine industriel au Québec. Québec, Direction générale des publications gouvernementales (cité dans le Bulletin de l’Association québécoise pour le patrimoine industriel. Vol 30, numéro 1, été 2019)
Trente ans de patrimoine industriel : construire la mémoire de demain. Bulletin de l’Association québécoise pour le patrimoine industriel. Vol 30, numéro 1, été 2019
Ouvrages répertoriés sur le site de l'Association québécoise du patrimoine industriel (consulté le 10 janvier 2022)